# Округ Колетон (Јужна Каролина)
Округ Колетон (енгл. Colleton County) је округ у америчкој савезној држави Јужна Каролина. По попису из 2010. године број становника је 38.892.

## Демографија
Према попису становништва из 2010. у округу је живело 38.892 становника, што је 628 (1,6%) становника више него 2000. године.
| Група             | 2000.          | 2010.          |
| Белци             | 21.081 (55,1%) | 21.736 (55,9%) |
| Афроамериканци    | 16.140 (42,2%) | 15.178 (39,0%) |
| Азијати           | 97 (0,3%)      | 126 (0,3%)     |
| Хиспаноамериканци | 551 (1,4%)     | 1.094 (2,8%)   |
| Укупно            | 38.264         | 38.892         |